# Néferkarê V
Pour les articles homonymes, voir Néferkarê.
Néferkarê V Térérou est un souverain égyptien de la VIIe dynastie.
Il est le 49e roi mentionné sur la liste d'Abydos. À part à Abydos, on n'a retrouvé aucun document qui puisse confirmer son existence.